# 奧爾良 (明尼蘇達州)
奧爾良（英語：Orleans）是位於美國明尼蘇達州基特遜縣克洛鎮區的一個非建制地區。

## 歷史
奧爾良的郵局自1904年設立，其後於1984年停運。此地得名自法國的奥尔良。

## 地理
奧爾良所處的海拔為高於海平面255米（即837英呎），而該地所採用的時區為UTC-6，即北美中部時區（CST）。同時該地設有夏令時間，為UTC-6調快一小時，即UTC-5（CDT）。